# Otón III, conde palatino de Borgoña
Otón III, conde de Borgoña (también Otón II de Andechs y Merania) (1208– 19 de junio de 1248 en el Castillo Niesten) fue el hijo de Beatriz, condesa de Borgoña y Otón I, duque de Merania.

## Biografía
Sucedió a su madre como conde palatino de Borgoña a su muerte en 1231, y a su padre como duque de Andechs y Merania a su muerte en 1234. En el mismo año se casó con Isabel del Tirol, († 10 de octubre de 1256), hija del conde Alberto III del Tirol; el matrimonio no tuvo hijos.
Estuvo al comienzo de su reinado bajo la tutela de su tío, el obispo Eckbert de Bamberg († 1237). 
No tuvo hijos, así que lo sucedió su hermana, Adelaida a su muerte en 1248. Su viuda se volvió a casar en 1249 con el conde Gebhard IV de Hirschberg († 27 de febrero de 1275).
| Predecesor: Beatriz II 1208-1231: con Otón de Merania | Conde de Borgoña 1231 - 1248           | Sucesor: Adelaida |
| Predecesor: Otón I                                    | Duque de Andechs y Merania 1234 - 1248 | Sucesor: Adelaida |

- Datos: Q1386401